# Gene Deitch
Pour les articles homonymes, voir Deitch.
Eugene Merril Deitch dit Gene Deitch est un animateur, réalisateur, producteur et auteur de bande dessinée américain né le 8 août 1924 à Chicago (Illinois, États-Unis) et mort le 16 avril 2020 à Prague (Tchéquie).

## Biographie

### Premières années
Gene Deitch est né à Chicago le 8 août 1924. En 1929, la famille déménage en Californie et Deitch fait ses études à Hollywood. Il est diplômé du lycée de Los Angeles en 1942.

### Début de carrière
Après ses études, Deitch commence à travailler pour North American Aviation, dessinant des plans d'avions. En 1943, il a été repêché et a suivi une formation de pilote avant d'attraper une pneumonie et a été honorablement libéré en mai de l'année suivante.  
De 1940 à 1951, Deitch a contribué aux couvertures et de l'illustration du magazine de jazz The Record Changer.  Dans les années 1950, Deitch était un des premiers partisans et ingénieur du son pour Connie Converse, l'un des premiers auteurs-compositeurs-interprètes américains. 
Converse est apparu une fois sur CBS à la télévision en partie en raison des connexions de Deitch avec le réseau, mais par ailleurs, a trouvé peu de succès et a finalement abandonné la musique pour être redécouverte des décennies plus tard, grâce aux enregistrements que Deitch avait faits de sa musique en 1954. 

### Carrière dans l'animation
En 1955, Deitch rejoint le studio d'animation United Productions of America (UPA) et devient plus tard le directeur créatif de Terrytoons, créant des personnages tels que Sidney l'éléphant, Gaston Le Crayon, Tom Terrific et Clint Clobber.  
Au début de 1958, son court métrage d'animation Sidney's Family Tree a été nommé pour un Oscar. En août 1958, il quitte Terrytoons et crée son propre studio à New York appelé « Gene Deitch Associates, Inc. », qui produisait principalement des publicités télévisées. 
Alors que le studio Rembrandt Films promet de financer Munro, un court métrage d'animation que Deitch voulait créer, ce dernier déménage à la base de la société à Prague, en Tchécoslovaquie, en octobre 1959. Il prévoyait à l'origine de ne passer que dix jours à Prague, mais après avoir rencontré sa future épouse, Zdenka, il décide de s'installer définitivement dans la ville.  
Munro est sorti en Tchécoslovaquie en septembre 1960 et aux États-Unis le 5 octobre 1961, en complément du film Diamants sur canapé. Il a remporté un Oscar du meilleur court métrage d'animation en 1961, le premier court métrage créé en dehors des États-Unis à être ainsi honoré. Munro a été conservé par l'Academy Film Archive (en) en 2004. 
De 1960 à 1963, Deitch a collaboré avec Rembrandt pour réaliser des dessins animés de Popeye pour la télévision avec King Features, et de 1961 à 1962, il réalise 13 nouveaux courts métrages Tom et Jerry pour la MGM. Étant un « membre de l'UPA »,  Deitch avait des problèmes avec cette série, pensant qu'elle était « inutilement violente ». Cependant, après avoir été affecté au travail sur la série, il s'est rapidement rendu compte que « personne ne prenait la violence au sérieux » et que c'était simplement « une parodie d'émotions humaines exagérées ».  Il est également venu voir ce qu'il a perçu comme les « racines bibliques » dans le conflit de Tom et Jerry, déclarant « C'est là que nous ressentons un lien avec ces dessins animés : le petit gars peut gagner (ou au moins survivre) pour se battre un autre jour. » Les critiques contemporains considèrent souvent les courts métrages de Deitch comme les pires de la série Tom et Jerry. Deitch a déclaré cependant que certains fans lui avaient écrit des lettres admiratives, affirmant que ses courts métrages Tom et Jerry étaient leurs courts métrages préférés. 
Avec le producteur William L. Snyder, Deitch coproduit et réalise une série de courts métrages télévisés de Krazy Kat pour King Features de 1962 à 1964. Les Blufons, qui était basé sur l'une des idées de Deitch, a également été coproduit par lui-même. Il a réalisé le film de 1966 Alice of Wonderland in Paris (en). En 1966, il travaille avec l'animateur tchèque Jiří Trnka sur une adaptation de long métrage d'animation de The Hobbit. Cependant, le producteur William L. Snyder n'a pas pu obtenir les fonds, et afin de ne pas laisser les droits du roman expirer, il a demandé à Deitch de produire une adaptation de court métrage en 30 jours. Deitch et l'illustrateur Adolf Born ont réalisé un film d'animation de 13 minutes jamais destiné à la distribution ; ce film a longtemps été considéré comme perdu jusqu'à ce qu'il soit redécouvert par le fils de Snyder et publié sur YouTube en 2012. Aussi en 1966, Deitch a créé une jeune fille aventurière à Terr'ble Tessie.
De 1969 jusqu'à sa retraite en 2008, Deitch a été le principal directeur d'animation de l'organisation du Connecticut Weston Woods Studios, adaptant des livres d'images pour enfants. Deitch a adapté 37 films pour Weston Woods, du batteur Hoff en 1969 à Voyage au Bunny Planet en 2008. Son studio était situé à Prague près des studios Barrandov, où de nombreux films majeurs ont été tournés. En 2003, Deitch a reçu dans le cadre des Annie Awards le prix Winsor McCay donné par la branche californienne (Hollywood) de l'Association internationale du film d'animation pour sa carrière dans l'art de l'animation.

### Récompense
En 1997, Gene Deitch est récompensé du Prix Klingsor (pour l'ensemble de son œuvre) à la Biennale d'animation de Bratislava (BAB).

### Mort
Gene Deitch décède d'une insuffisance intestinale à l'âge de 95 ans dans son domicile à Prague (République tchèque)

## Filmographie

### Réalisateur
- 1947 : Wings for Roger Windsock
- 1956 : Popeye (série télévisée)
- 1957 : Tom Terrific (en) (série télévisée)
- 1960 : Anatole
- 1960 : Samson Scrap and Delilah
- 1961 : Tree Spree
- 1961 : Switchin' Kitten
- 1961 : Munro
- 1961 : Pêcheurs, sachez pêcher (Down and Outing)
- 1961 : Tom et Jerry en Grèce (It's Greek to Me-ow!)
- 1962 : Partie de barbecue (High Steaks)
- 1962 : Le Kit du Parfait Combattant (The Tom and Jerry Cartoon Kit)
- 1962 : Tom et Jerry au Paradis (Calypso Cat)
- 1962 : Tom s'envole (Landing Stripling)
- 1962 : Tom et Jerry le hors-la-loi (Tall in the Trap)
- 1962 : How to Win on the Thruway
- 1962 : Tom et Jerry dans l'espace (Mouse Into Space)
- 1962 : Tom et Jerry chasseurs de baleines (Dicky Moe)
- 1962 : Self Defense... for Cowards
- 1962 : Tom et Jerry au Safari (Sorry Safari)
- 1962 : Tom et Jerry copains clopant (Buddies... Thicker Than Water)
- 1962 : Tom et Jerry jouent Carmen (Carmen Get It!)
- 1963 : The New Casper Cartoon Show (série télévisée)
- 1963 : How to Live with a Neurotic Dog
- 1963 : The Frozen Logger
- 1964 : Nudnik (en)
- 1964 : How to Avoid Friendship
- 1965 : Here's Nudnik (en)
- 1965 : Drive On, Nudnik (en)
- 1966 : Terr'ble Tessie
- 1966 : Alice of Wonderland in Paris
- 1966 : Home Sweek Nudnik (en)
- 1966 : Welcome Nudnik (en)
- 1966 : Nudnik on the Beach (en)
- 1966 : Who Needs Nudnik (en)
- 1966 : Good Neighbor Nudnik (en)
- 1966 : Nudnik on the Roof (en)
- 1966 : From Nudnik with Love (en)
- 1966 : I Remember Nudnik (en)
- 1966 : Nudnik on a Shoestring (en)
- 1967 : The Hobbit
- 1967 : Big Sam & Punky
- 1969 : Obri
- 1974 : Harold's Fairy Tale
- 1991 : The Nudnik Show (en) (série télévisée)
- 2005 : Diary of a Worm
- 2005 : I Lost My Bear

### Producteur
- 1955 : Baffling Bunnies
- 1956 : Scouts to the Rescue
- 1956 : Oceans of Love
- 1956 : Lucky Dog
- 1956 : Police Dogged
- 1956 : The Brave Little Brave
- 1956 : Cloak and Stagger
- 1956 : Pirate's Gold
- 1957 : Topsy TV
- 1957 : Tom Terrific (série télévisée)
- 1957 : Gag Buster
- 1957 : A Bum Steer
- 1957 : African Jungle Hunt
- 1957 : Daddy's Little Darling
- 1957 : The Bone Ranger
- 1957 : Love Is Blind
- 1957 : Gaston Is Here
- 1957 : Shove Thy Neighbor
- 1957 : Clint Clobber's Cat
- 1957 : Flebus
- 1957 : It's a Living
- 1957 : The Helpful Genie
- 1958 : Sidney's Family Tree (de)
- 1958 : Gaston, Go Home
- 1958 : Sick, Sick Sidney
- 1958 : Dustcap Doormat
- 1958 : Camp Clobber
- 1958 : Old Mother Clobber
- 1958 : Gaston's Easel Life
- 1958 : Signed, Sealed, and Clobbered
- 1959 : The Minute and a Half Man
- 1959 : Clobber's Ballet Ache
- 1959 : The Tale of a Dog
- 1959 : The Flamboyant Arms
- 1959 : Another Day, Another Doormat
- 1959 : Foofle's Train Ride
- 1959 : Gaston's Mama Lisa
- 1959 : Send Your Elephant to Camp
- 1959 : The Fabulous Firework Family
- 1959 : Hashimoto-San
- 1959 : Wild Life
- 1959 : Hide and Go Sidney
- 1960 : Tusk, Tusk
- 1960 : The Littlest Bully
- 1960 : Two-Ton Baby Sitter
- 1961 : Tree Spree
- 1962 : Peanut Battle
- 1962 : To Be or Not to Be
- 1963 : Sidney's White Elephant
- 1963 : Driven to Extraction
- 1963 : Split-Level Treehouse
- 1986 : Les Blufons (série télévisée)

### Scénariste
- 1962 : How to Win on the Thruway

### Acteur
- 1994 : Jeste vetsí blbec, nez jsme doufali : Steve Kelly.

## Prix et distinctions
- 1997 :  Prix Klingsor (pour l'ensemble de son œuvre) à la Biennale d'animation de Bratislava (BAB)[2]
- 2003 : prix Winsor McCay, pour l'ensemble de son œuvre[3]
- 2013 : prix Inkpot, pour l'ensemble de son œuvre[4]

## Documentation
- (en) Gene Deitch (int. par Gary Groth), « The Gene Deitch Interview », The Comics Journal, Fantagraphics, no 292,‎ octobre 2008, p. 25-63.
- (en) David Gerstein, « Gene Deitch: 1924-2020 », sur The Comics Journal, 24 avril 2020.